# Better Than Raw
Better Than Raw ist das achte Studioalbum der Band Helloween. Es wurde 1998 von Castle Communications veröffentlicht.

## Entstehungsgeschichte
Das Album war das erste, das im Studio von Sänger Andi Deris aufgenommen wurde. Als Session-Keyboarder beteiligte sich Jörn Ellerbrock am Album. Jutta Weinhold von Zed Yago sang die Backing Vocals ein. Tommy Hansen produzierte das Album. Die Band wollte mit dem Album in eine progressivere und dennoch härtere Richtung gehen. In der Vorbereitung zum Album nahm die Band insgesamt 27 Lieder auf, aus denen sie 10 aussuchte und um ein klassisches Intro ergänzte. Die Band hob immer wieder die neu gefundene Spontanität hervor, die es ihnen erlaubte, auf diesem Album mehr zu experimentieren.
Der Titel ist ein Wortspiel. Die Band bekam von Fans immer wieder Kürbisse geschenkt, obwohl sie diese eigentlich gar nicht mögen. Einer von ihnen tätigte dann den Ausspruch „Well, anything better than raw.“ („Immer noch besser als roh.“) Das Covermotiv entstand dann als Reminiszenz an die Zeichentrickserie Die Schlümpfe. Gargamel wurde durch eine leichtbekleidete Hexe ersetzt und die Schlümpfe im Kochtopf durch einen Kürbiskopf. Es blieb bis zur Veröffentlichung von Helloween im Jahr 2021 das letzte reguläre Studioalbum mit einem handgemalten Artwork, da die Band ab der Jahrtausendwende komplett auf Computergrafiken umstieg. 

## Musikstil
Auf Helloweens achtem Studioalbum wurde der eigene Stil weiterentwickelt. Moderne Elemente (z. B. Push oder Revelation) traten zum traditionellen Heavy Metal hinzu. Abermals fallen die Stücke härter und die Kompositionen abwechslungsreicher und gewagter aus. Einige balladeske Lieder sorgen für die ruhigeren Parts des Albums.

## Titelliste
1. Deliberately Limited Preliminary Prelude Period in Z (Kusch) – 1:44
2. Push (Kusch/Deris/Weikath) – 4:44
3. Falling Higher (Weikath/Deris) – 4:45
4. Hey Lord! (Deris) – 4:05
5. Don’t Spit on my Mind (Großkopf/Deris) – 4:23
6. Revelation (Kusch/Deris) – 8:21
7. Time (Deris) – 5:41
8. I Can (Deris/Weikath) – 4:38
9. A Handful of Pain (Kusch/Deris) – 4:48
10. Lavdate Dominvm (Weikath) – 5:09
11. Midnight Sun (Weikath) – 6:18

### Expanded Edition Bonus Tracks
1. Back on the Ground (Kusch/Deris) – 4:39
2. A Game We Shouldn't Play (Deris) – 3:38
3. Perfect Gentleman [bootleg live version] (Deris/Weikath) – 3:27
4. Moshi Moshi/Shiki No Uta [live] (Kusch/Grapow) – 6:53

### Singleauskopplungen
I Can erschien im Vorfeld am 6. April 1998 mit zwei Non-Album-Tracks als Single. Das Lied I Can wurde in einer Edit-Version ausgekoppelt.
Hey Lord! erschien am 5. Oktober 1998 als Single und enthält zwei Live-Songs. Die europäische Version enthält zudem ein Musikvideo zum Titelsong.
Die Expanded Edition von 2006 enthält alle Lieder der beiden Singles, bis auf die Edit-Version von I Can, als Bonustracks.

## Kommerzieller Erfolg

### Chartplatzierungen
Mit Better Than Raw erreichte die Band Platz #19 der deutschen Albumcharts und blieb insgesamt sechs Wochen in den Top 100. Es erreichte damit dort Platz #2 der Charts. In Finnland erreichte das Album Platz #7 der Charts.
| ChartsChartplatzierungen | Höchstplatzierung | Wochen |
| ------------------------ | ----------------- | ------ |
| Deutschland (GfK)        | 19 (6 Wo.)        | 6      |
| Österreich (Ö3)          | 36 (2 Wo.)        | 2      |
| Schweiz (IFPI)           | 42 (2 Wo.)        | 2      |

### Auszeichnungen für Musikverkäufe
Das Album wurde in Japan ein großer Erfolg und verkaufte sich dort über 250.000-mal.
| Land/Region  | Auszeichnungen für Musikverkäufe (Land/Region, Auszeichnung, Verkäufe) | Verkäufe |
| ------------ | ---------------------------------------------------------------------- | -------- |
| Japan (RIAJ) | Gold                                                                   | 100.000  |
| Insgesamt    | 1× Gold ·                                                              | 100.000  |

## Tour
Nach Veröffentlichung des Albums ging die Band als Special Guest von Iron Maiden auf Tour, die zu dieser Zeit allerdings mit ihrem Album Virtual XI und ohne Sänger Bruce Dickinson für schlecht gefüllte Hallen sorgten. Ein kurzer Abstecher gegen Jahresende führt die Band für einzelne Konzerte nach Amerika. Das Album erschien dort erst am 17. September 1999.